# Papilio helenus
Papilio helenus es una especie de mariposas de gran tamaño perteneciente a la familia Papilionidae que se encuentra en los bosques del sur de la India y parte del Sudeste de Asia.

## Distribución

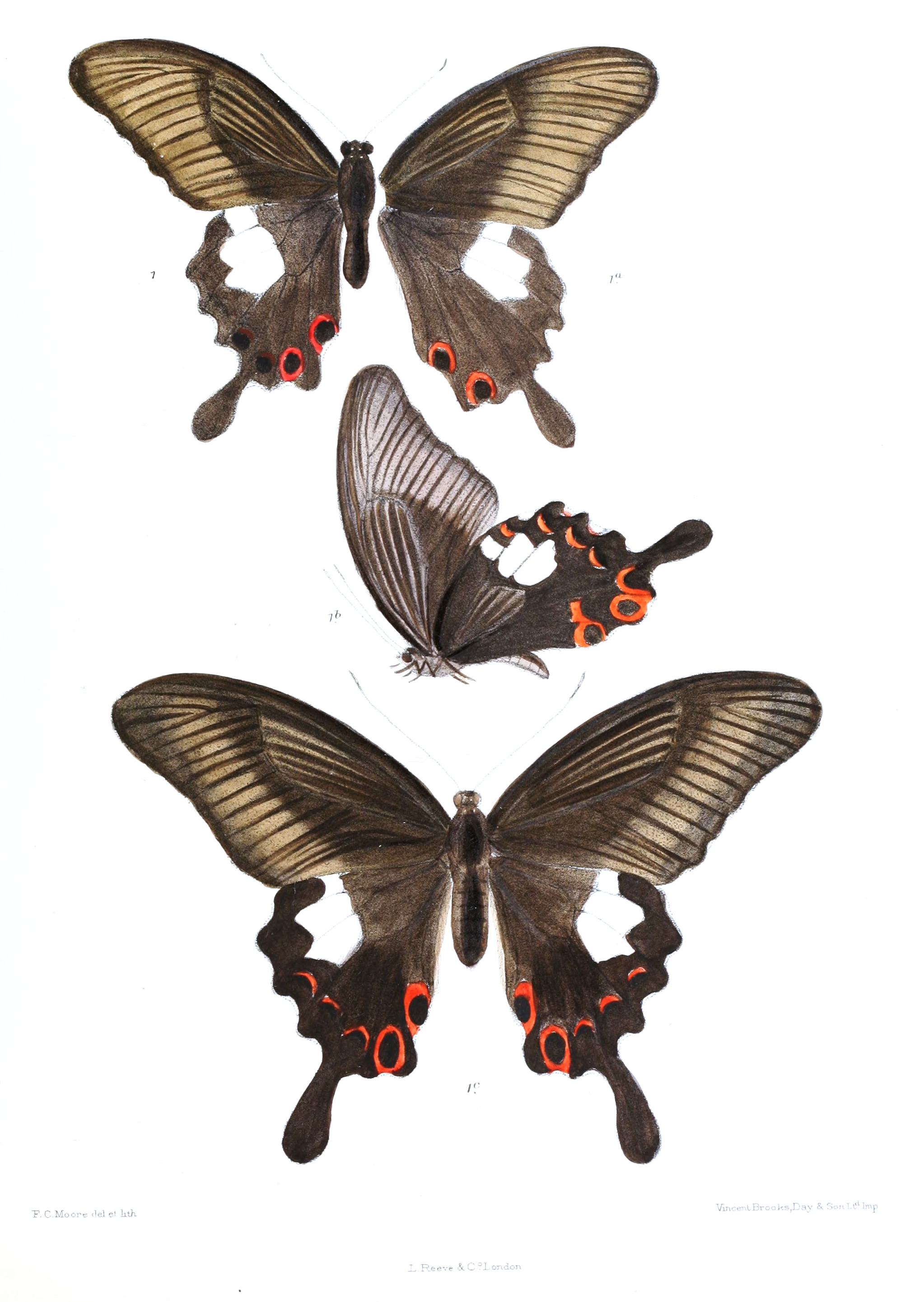

Sri Lanka, India, Nepal, Bután, Bangladés, Birmania, Tailandia, Laos, Camboya, Vietnam, sur de China (incluida Hainan y la provincia de Cantón), Japón, Corea, Islas Ryukyu, Malasia, Brunéi, Filipinas, e Indonesia (Sumatra, Java, Bangka, Kalimantan y las Islas menores de la Sonda excepto Tanimbar).

## Taxonomía
Tiene más de 30 subespecies de las cuales estas dos se encuentran en India :-
- P. helenus daksha Moore. Sur de India. No rara.
- P. helenus helenus Linnaeus. Mussoorie hasta Birmania. Común

## Descripción

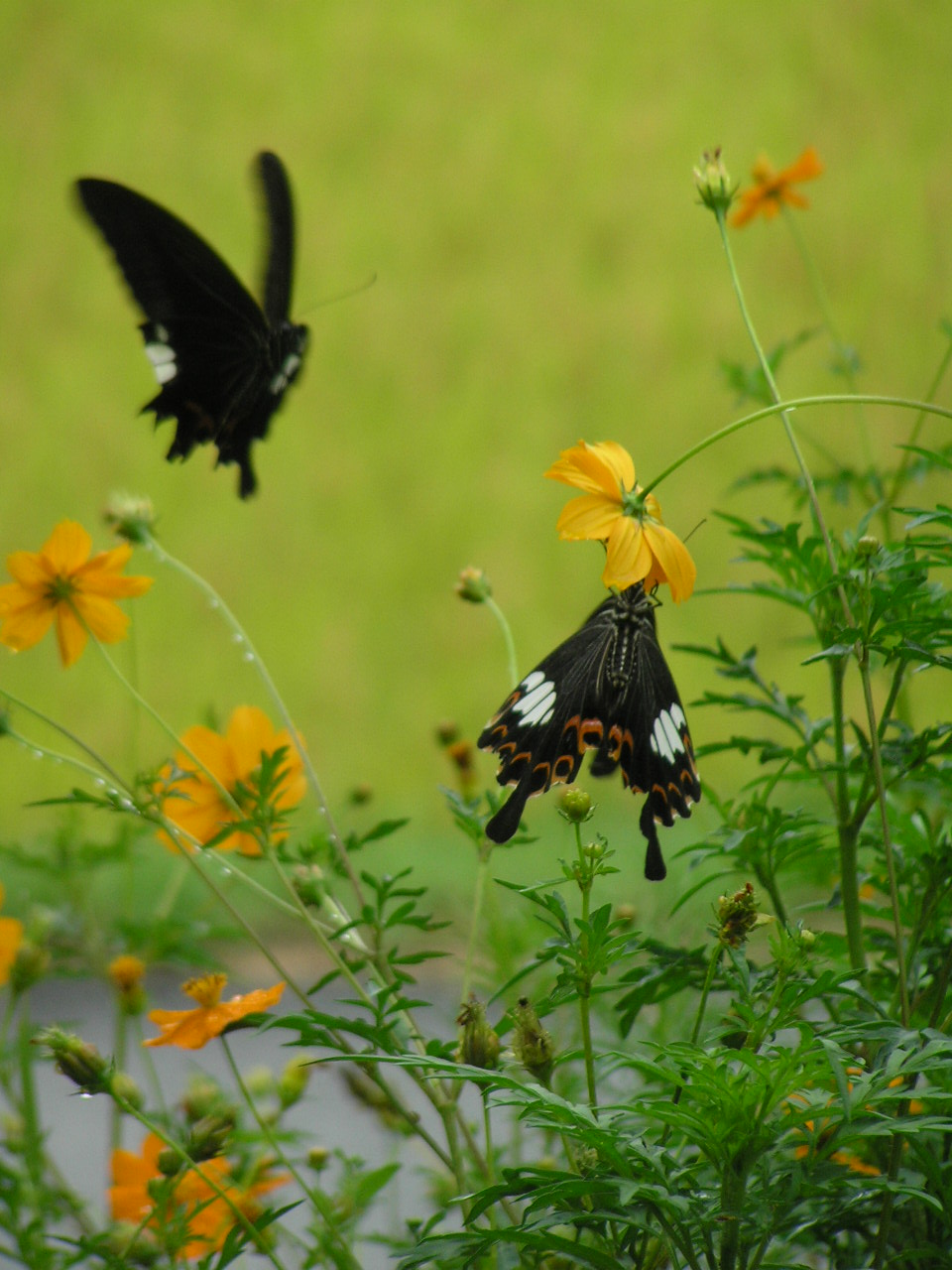

El huevo es de color albaricoque, de color amarillo cuando está recién puesto, de forma esférica y tiene un exterior ligeramente áspero que se parece a la piel de una naranja cuando se ve a través de un microscopio. El diámetro de un huevo es de 1,2 mm. Los huevos son depositados por separado en las puntas de los brotes jóvenes en la sombra de la espesa selva. Antes de la eclosión, los huevos parecen estar marcados por líneas de color chocolate y manchas. El huevo eclosiona en 4-7 días.
De adulto alcanza un tamaño de 12 cm de envergadura de alas.